# Tufão Ivan
O tufão Ivan, conhecido nas Filipinas como tufão Narsing, foi um intenso ciclone tropical que existiu simultaneamente com outra tempestade da mesma intensidade, o tufão Joan, em outubro de 1997. Formando em uma área de mau tempo em 13 de outubro, Ivan gradualmente se intensificou em um tufão, seguindo continuamente para o oeste-noroeste. Em 15 de outubro, a tempestade sofreu uma rápida intensificação e atingiu uma intensidade correspondente ao status de Categoria 5 na Escala de Furacões de Saffir-Simpson. No final de 17 de outubro, Ivan atingiu seu pico de força com ventos de 295 km/h (183 mph) e uma pressão barométrica de 905 hPa (mbar). Pouco depois, o tufão começou a enfraquecer à medida que se aproximava das Filipinas. Ivan finalmente atingiu o continente no norte de Luzon com ventos de 220 km/h (140 mph) em 20 de outubro antes de enfraquecer para uma tempestade tropical no dia seguinte. A tempestade então curvou-se para nordeste e tornou-se extratropical em 24 de outubro e se dissipando no dia seguinte.
Embora Ivan tenha sido uma tempestade poderosa ao cair da terra, seus efeitos foram relativamente menores em comparação com a intensidade das tempestades; no entanto, 14 pessoas morreram durante a tempestade e outras duas foram listadas como desaparecidas. As indústrias agrícolas sofreram os danos mais graves, pois milhares de animais morreram afogados na tempestade. O dano total foi estimado em $ 9,6 milhões (USD 1997; $ 13,1 milhões de USD de 2009). Um total de 1.779 casas foram destruídas, 13.771 outras foram danificadas e 4.600 hectares de terras agrícolas foram inundadas pela tempestade.

## História meteorológica
O tufão Ivan originou-se de uma área de mau tempo perto do equador durante a primeira semana de outubro de 1997. Duas depressões equatoriais, uma no hemisfério norte e outra no hemisfério sul desenvolveram-se a partir desse sistema. Três áreas resultantes de baixa pressão formadas; um no hemisfério sul desenvolveu-se no ciclone tropical Lusi em 8 de outubro, e dois ao norte do equador continuamente rastreados para o oeste. A baixa oriental desenvolveu-se no tufão Joan, enquanto o ciclone ocidental se tornou o sistema que se intensificaria no tufão Ivan. Situado em um ambiente sem atividade convectiva significativa, esse sistema inicialmente lutou para se organizar. No entanto, o distúrbio começou a amadurecer, e em 11 de outubro, o Joint Typhoon Warning Center (JTWC) descobriu um centro de circulação de baixo nível, solicitando a emissão de um alerta de formação de ciclone tropical no dia seguinte.
O sistema rastreou rapidamente em direção ao oeste-noroeste a uma velocidade de 33 km/h (21 mph). O JTWC emitiu o seu primeiro comunicado sobre a tempestade no início de 13 de outubro, designando-o como Depressão Tropical 27W. Nessa época, a Agência Meteorológica do Japão (JMA) também classificou o ciclone como uma depressão tropical.
Características de bandas convectivas desenvolvidas no final de 13 de outubro O JTWC transformou a depressão em tempestade tropical e deu a ela o nome de Ivan. No dia seguinte, o JMA também transformou Ivan em uma tempestade tropical. Mais tarde em 14 de outubro, Ivan passou cerca de 100 km (62 mi) ao sul de Guam e posteriormente intensificado. Várias horas depois, o JMA transformou Ivan em um tufão. Durante um período de 24 horas, os ventos de Ivan aumentaram de 120 km/h (75 mph) a 270 km/h (170 mph), tornando-se um supertufão de categoria 5, o oitavo da temporada, além de ser um gêmeo de categoria 5 com o tufão Joan. No final de 17 de outubro, Ivan atingiu seu pico de intensidade com ventos de 295 km/h (183 mph) e uma pressão barométrica oficial de 905 hPa (mbar).  No entanto, o JTWC relatou uma pressão não oficial de 872 hPa (mbar), que ligaria Ivan ao segundo ciclone tropical mais forte do mundo com os tufões Gay, Angela, Joan, Keith, Zeb e o furacão Patricia.
Devido à proximidade da tempestade com o tufão Joan, os modelos de previsão anteciparam que Ivan faria uma nova curva antes de chegar às Filipinas; no entanto, a tempestade manteve seu rastro e não fez a curva para o norte até atingir o país. O tufão começou a diminuir e enfraquecer, e em 20 de outubro, seu centro atingiu o extremo norte de Luzon com ventos de 220 km/h (140 mph). Depois de emergir no Estreito de Luzon, Ivan virou-se para o norte-nordeste e enfraqueceu para uma tempestade tropical. Em 22 de outubro, a tempestade atingiu brevemente o status de tufão antes de acelerar em velocidade de avanço. O sistema enfraqueceu constantemente e o JTWC emitiu seu parecer final sobre a tempestade em 24 de outubro. O JMA continuou a monitorar Ivan como um ciclone tropical por mais um dia antes de classificá-lo como extratropical. Os remanescentes do poderoso tufão acabaram se dissipando em 26 de outubro.

## Preparações e impacto

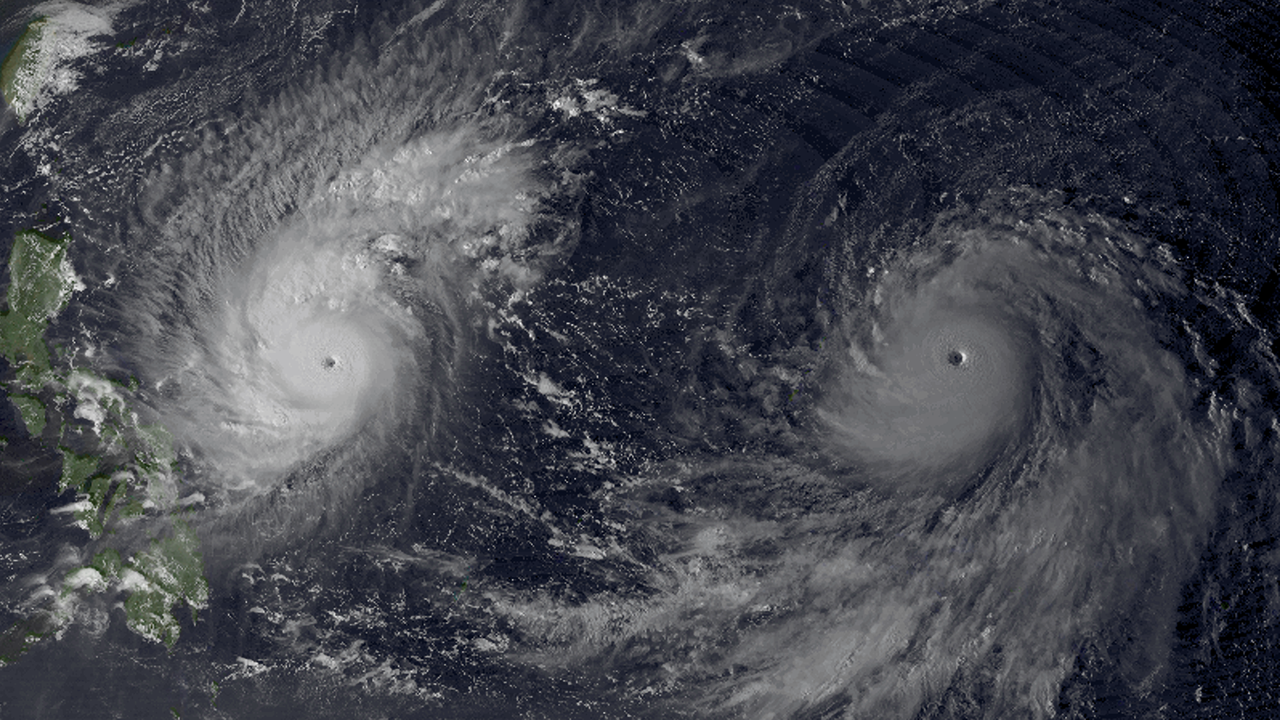
Tufões Ivan (à esquerda) e Joan (à direita) em 17 de outubro

Milhares de pessoas evacuaram as áreas do norte das Filipinas quando Ivan se aproximou. A energia foi desligada antes da tempestade para reduzir o risco de eletrocussão. Quatro voos foram cancelados em Taiwan, Hong Kong e Filipinas devido à tempestade. Os residentes em Taiwan foram aconselhados a tomar precauções contra o tufão Ivan, embora os tufões de outono sejam raros na ilha. Os navios foram instados a permanecer no porto devido ao mar agitado nas Filipinas. Agências de desastres foram colocadas em alerta máximo; suprimentos de socorro foram então estocados, a marinha foi colocada em espera e os veículos militares de busca e resgate foram preparados.
Em 20 de outubro, Ivan atingiu a costa no norte das Filipinas, produzindo chuvas torrenciais que provocaram inundações na altura da cintura em áreas localizadas. Graves perdas de safra foram relatadas em todo o norte de Luzon. Uma pessoa se afogou nas enchentes em Cagayan. Em outras partes do país, duas outras pessoas morreram afogadas nas enchentes. Numerosas linhas de energia e árvores foram derrubadas em toda a região, deslizamentos de terra provocados pela chuva bloquearam várias estradas.  Em todo o país, um total de 14 pessoas foram mortas e outras duas foram listadas como desaparecidas.  As granjas de avicultura e pesca sofreram danos significativos; cerca de $ 3,6 milhões em perdas resultaram da perda de estoques nos dois negócios. Vários milhares de animais morreram afogados durante a tempestade. O dano total foi estimado em $ 9,6 milhões (USD 1997; $ 13,1 milhões de USD de 2009). Um total de 1.779 casas foram destruídas, 13.771 outras foram danificadas e 4.600 hectares de terras agrícolas foram inundadas pelo tufão Ivan. A chuva da tempestade foi considerada útil, pois a área impactada vinha sofrendo com chuvas abaixo da média por vários meses. Danos menores também foram relatados nas Ilhas Marshall. A ilha de Tiyan registou 134 mm (5.26 in) de precipitação, contribuindo para chuvas acima da média durante o mês de outubro.